# From Spirituals to Swing
From Spirituals To Swing è il titolo di due concerti presentati da John Hammond al Carnegie Hall di New York il 23 dicembre 1938 ed il 24 dicembre 1939. I concerti includevano esibizioni di Count Basie, Benny Goodman, Big Joe Turner e Pete Johnson, Helen Humes, Meade Lux Lewis, Albert Ammons, Mitchell's Christian Singers, Golden Gate Quartet, James P. Johnson, Big Bill Broonzy, Sonny Terry e molti altri. Il primo concerto fu sponsorizzato dal giornale The New Masses.
L'idea era quella di partire dagli spirituals per arrivare allo swing delle big band.
Le registrazioni dei concerti, commissionate da Hammond, furono messe su nastro solo nel 1953 e distribuite nel 1959. L'album, ripubblicato in 3 cd nel 1999, è ormai considerato un classico.